# Мезмай (река)
Мезмай — река в России, протекает в Краснодарском крае. Устье реки находится в 80 км по правому берегу реки Курджипс. Длина реки — 14 км, площадь водосборного бассейна — 62,2 км².
Берёт начало из родника на северном склоне хребта Азиш-Тау.
Имеет правые притоки — реку Чинарка и реку Каменная Балка.

## Данные водного реестра
По данным государственного водного реестра России относится к Кубанскому бассейновому округу, водохозяйственный участок реки — Белая. Речной бассейн реки — Кубань.
Код объекта в государственном водном реестре — 06020001112108100004632.